# Sorry3000
Sorry3000 ist eine 2016 gegründete Band aus Halle (Saale). Ihr Debütalbum Warum Overthinking dich zerstört erschien im Oktober 2020 bei Audiolith. 

## Rezeption
Martin Eimermacher empfand die „vermeintlich fröhliche Musik für eine traurige Gegenwart“ als perfektes Debüt im Corona-Herbst. Andreas Borcholte, der das im April 2024 erschienene Anschlusswerk Grüße von der Überholspur zum Album der Woche kürte, ordnet die Gruppe mit fast identischer Beschreibung als Neue Neue Deutsche Welle ein, denn „[w]ie viele NDW-Bands tarnen auch Sorry3000 ihre tief empfundene Melancholie über die Tristesse des Alltags mit betont fröhlicher, amateurhaft niedlicher Musik.“  In ihrer Eigenbeschreibung verwenden Band bzw. Label die Bezeichnung Real Pop.

## Besetzung
Die offiziell in Halle und Leipzig lebenden Musiker treten auf unter den Namen Stefanie Heartmann (Gesang, Synthesizer), Frank Leiden (Gitarre, Gesang, Trompete), Bianca Stress (Bass), Joni Spumante (Bass, Saxophon), Kim Möglich (Synthesizer) und Fenge (Schlagzeug).

## Diskografie
Alben
- 2020: Warum Overthinking dich zerstört (Audiolith)
- 2024: Grüße von der Überholspur (Audiolith)